# Rebecca Ferguson
Rebecca Ferguson   (Estocolm, 19 d'octubre de 1983) és una actriu sueca. Va començar la seva carrera interpretativa al fulletó suec Nya tider (1999–2000) i després protagonitzà la pel·lícula de terror Drowning Ghost (2004). Arribà a la prominència internacional interpretant Elizabeth Woodville a la minisèrie de televisió britànica The White Queen (2013), per la qual va ser nominada al Globus d'Or a la millor actriu en minisèrie o telefilm.
Va fer d'agent de l'MI6 Ilsa Faust a la pel·lícula d'acció i d'espionatge Mission: Impossible – Rogue Nation (2015) i a la seqüela Missió: Impossible – Fallout (2018). També va interpretar Jenny Lind a la pel·lícula musical The Greatest Showman (2017), va aparèixer a la pel·lícula de terror Doctor Sleep (2019) i va tenir papers secundaris a la comèdia dramàtica Florence Foster Jenkins (2016), el thriller de misteri La noia del tren (2016) i a la pel·lícula de ciència-ficció Men in Black: International (2019).

## Infantesa
Ferguson va néixer a Estocolm i va créixer al districte de Vasastan, al centre d'Estocolm. La seva mare, Rosemary Ferguson, és anglesa i es va traslladar de Gran Bretanya a Suècia als 25 anys. El seu pare és suec. La seva àvia materna és d'Irlanda del Nord, i el seu avi matern és escocès. Ferguson va prendre el cognom de la seva mare com a nom artístic.
Va assistir a una escola de parla anglesa a Suècia i va ser educada en bilingüe, parlant suec i anglès.
A partir dels 13 anys, va treballar com a model i va aparèixer en revistes i en anuncis de televisió de cosmètica, roba i joieria.
Ferguson ha ballat des de molt petita; va ballar ballet, claqué, jazz, funk urbà i tango. Va ensenyar tango argentí a una companyia de dansa a Lund (Suècia), durant uns quants anys, mentre continuava el seu treball en diversos projectes de pel·lícules curtes.
Ferguson va assistir a l'escola de música d'Adolf Fredrik a Estocolm i es va graduar el 1999.
Sense saber segur del tot si volia actuar, Ferguson va tenir altres feines, com ara treballant en una guarderia, com a mainadera, en una joieria, en una botiga de sabates i en un restaurant coreà.

## Carrera

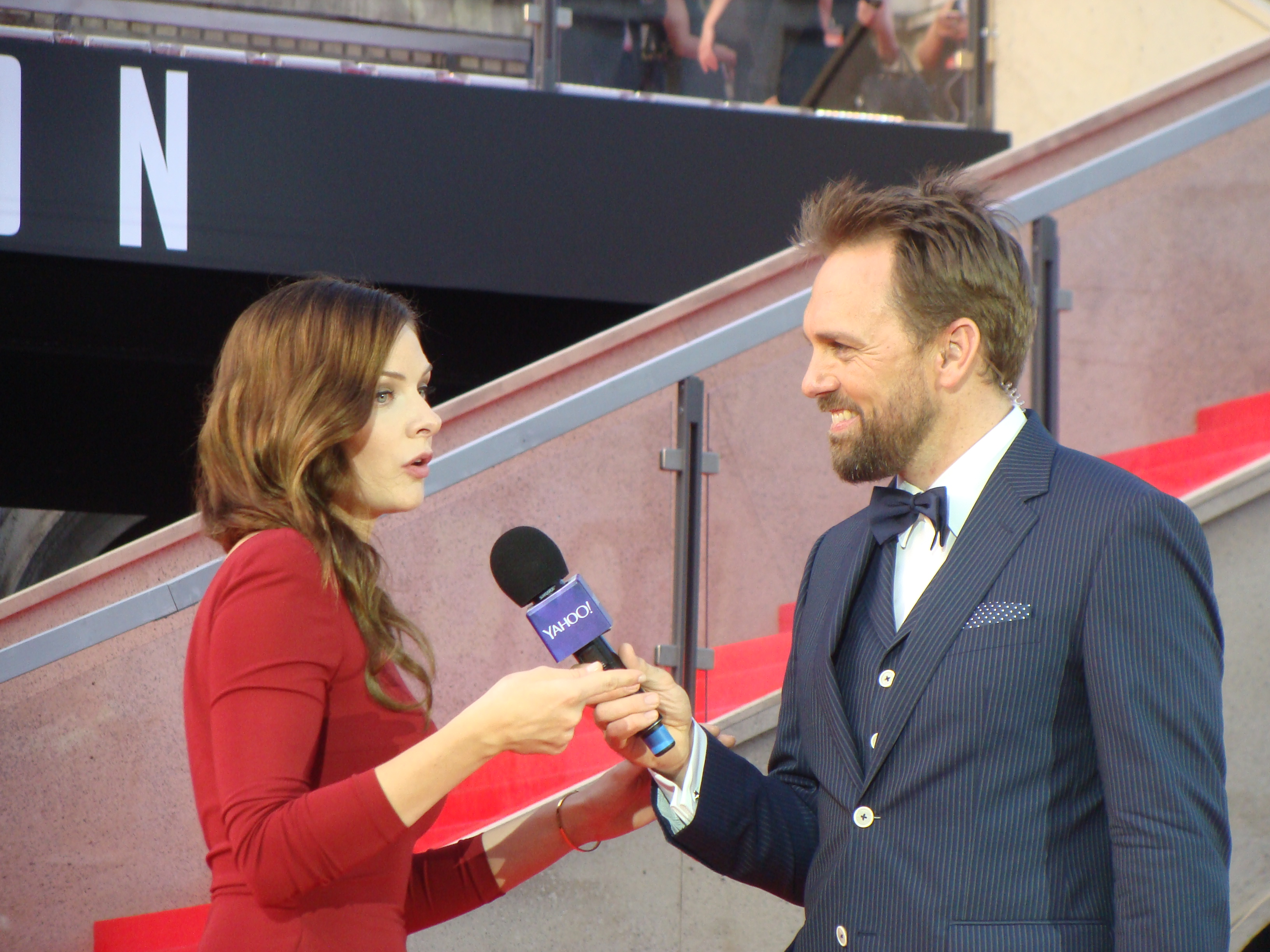
Ferguson amb Steven Gätjen a l'estrena mundial de Mission: Impossible – Rogue Nation a Viena el 2015.

Ferguson va arribar a la fama fent de la noia de classe alta Anna Gripenhielm al fulletó suec Nya tider (1999-2000). Més tard va interpretar Chrissy Eriksson al serial suec-americà Ocean Ave. (2002).
El director suec Richard Hobert la va descobrir al mercat de la ciutat de Simrishamn el 2011, que la va portar a protagonitzar la seva pel·lícula A One-way Trip to Antibes. També va aparèixer a la pel·lícula de terror Drowning Ghost (2004) i a la pel·lícula VI de 2013 juntament amb Gustaf Skarsgård.
L'agost de 2012, Ferguson va ser triada per interpretar Elizabeth Woodville al drama històric de la BBC The White Queen (2013), basat en les novel·les de Philippa Gregory The Cousins' War sobre les dones de les Guerres de les Roses. La seva actuació a The White Queen va ser rebuda amb elogis de la crítica i li va valer una nominació al Globus d'Or a la millor actriu en minisèrie o telefilm.
El 2015, Ferguson va interpretar Ilsa Faust, la protagonista femenina a la cinquena pel·lícula de Mission: Impossible, Mission: Impossible – Rogue Nation, per la qual va rebre elogis de la crítica. Tom Cruise va seleccionar-la per protagonitzar amb ell la pel·lícula després de veure-la a The White Queen. Va reprendre el seu paper a la sisena entrega de Mission: Impossible, Missió: Impossible – Fallout, el 2018. Va ser el major èxit comercial de Ferguson fins aquell moment.
Va interpretar els papers duals de Katya i Lauren al thriller d'espionatge de la Guerra Freda dirigit per Shamim Sarif, Despite the Falling Snow (2016), amb Sam Reid i Charles Dance. Per la seva actuació va guanyar el premi a la millor actriu al Festival de Cinema Independent de Praga de 2016. Aquell mateix any, Ferguson va aparèixer a Florence Foster Jenkins de Stephen Frears, al costat de Meryl Streep, i a l'adaptació del llibre de Tate Taylor La noia del tren.
El 2017, Ferguson va interpretar el paper protagonista femení a la pel·lícula de ciència-ficció de terror de Daniel Espinosa Life, al costat de Jake Gyllenhaal i Ryan Reynolds, va coprotagonitzar el thriller de Tomas Alfredson The Snowman, al costat de Michael Fassbender i Charlotte Gainsbourg, i va fer de la cantant d'òpera Jenny Lind a la pel·lícula musical The Greatest Showman, amb Hugh Jackman i Michelle Williams.
El 2019 va tenir diversos papers importants al cinema, incloent l'adaptació de la novel·la de Stephen King Doctor Sleep. El 2020 va fer de Lady Jessica a Dune, de Denis Villeneuve.

## Vida personal
El 2007 va tenir un fill amb la seva parella Ludwig Hallberg. Després de l'èxit del seu fulletó i del naixement del seu fill, es van traslladar a Simrishamn, a la costa sud-est de Suècia. Es van separar l'abril de 2015.
El 2018 va anunciar que estava embarassada i aquell mateix any va donar llum a una filla amb el seu nou company, Roy. El gener de 2019 van anunciar que feia poc que s'havien casat. Tenen una casa a Richmond, al sud-oest de Londres, per la seva proximitat als estudis d'Pinewood i Shepperton.

## Filmografia

### Cinema
| Any  | Títol                                                        | Paper               | Notes                                |
| ---- | ------------------------------------------------------------ | ------------------- | ------------------------------------ |
| 2004 | Drowning Ghost                                               | Amanda              |                                      |
| 2010 | Lennart                                                      | Personal de cura    | Curtmetratge                         |
| 2010 | Puls                                                         | Linda               | Curtmetratge                         |
| 2011 | Irresistible                                                 | Dona                | Curtmetratge                         |
| 2011 | A One-way Trip to Antibes                                    | Maria               |                                      |
| 2013 | VI                                                           | Linda               |                                      |
| 2014 | Hercules                                                     | Ergenia             |                                      |
| 2015 | Mission: Impossible – Rogue Nation                           | Ilsa Faust          |                                      |
| 2016 | Despite the Falling Snow                                     | Katya / Lauren      |                                      |
| 2016 | Florence Foster Jenkins                                      | Kathleen Weatherley |                                      |
| 2016 | La noia del tren (The Girl on the Train)                     | Anna Watson         |                                      |
| 2017 | The Greatest Showman                                         | Jenny Lind          |                                      |
| 2017 | Life                                                         | Miranda North       |                                      |
| 2017 | The Snowman                                                  | Katrine Bratt       |                                      |
| 2018 | Little Match Girl                                            | Mare                | Curtmetratge                         |
| 2018 | Missió: Impossible – Fallout (Mission: Impossible – Fallout) | Ilsa Faust          |                                      |
| 2019 | Doctor Sleep                                                 | Rose el barret      |                                      |
| 2019 | The Kid Who Would Be King                                    | Morgana             |                                      |
| 2019 | Men in Black: International                                  | Riza Stavros        |                                      |
| 2020 | Cold Night                                                   | Jenny Sorensen      | Pel·lícula de 2008 estrenada el 2020 |
| 2021 | Dune                                                         | Lady Jessica        | [ 42 ]                               |
| 2021 | Reminiscence                                                 | Mae                 | [ 43 ]                               |
| 2023 | Mission: Impossible – Dead Reckoning Part One                | Ilsa Faust          | [ 44 ]                               |
| 2023 | Dune: Part Two                                               | Lady Jessica        |                                      |
| 2024 | Mission: Impossible – Dead Reckoning Part Two                | Ilsa Faust          |                                      |
| 2024 | Dune: Part 2                                                 | Lady Jessica        |                                      |

### Televisió
| Any       | Títol                      | Paper               | Notes                             |
| --------- | -------------------------- | ------------------- | --------------------------------- |
| 1999–2000 | Nya tider                  | Anna Gripenhielm    | 54 episodis                       |
| 2002      | Ocean Ave.                 | Chrissy Eriksson    | Episodi: "#1.5"                   |
| 2008      | Wallander                  | Louise Fredman      | Episodi: "Sidetracked"            |
| 2013      | Der Kommissar und das Meer | Jasmine Larsson     | Episodi: "Der Wolf im Schafspelz" |
| 2013      | The White Queen            | Elizabeth Woodville | Paper principal (minisèrie)       |
| 2013      | The Vatican                | Olivia Borghese     | Telefilm                          |
| 2014      | The Red Tent               | Dinah               | Paper principal (minisèrie)       |